# Grigore al V-lea al Constantinopolului
Grigore al V-lea (n. 1745, Dimitsana, Peloponez, Grecia de Vest și Insulele Ionice⁠(d), Grecia – d. 10/22 aprilie 1821, Constantinopol, Imperiul Otoman) a fost un patriarh ecumenic de Constantinopol. A fost executat în anul 1821, în contextul izbucnirii Războiului de Independență a Greciei.